# ألفان تي. فاولر
ألفان تي. فاولر هو سياسي أمريكي، ولد في 27 فبراير 1878 في بوسطن في الولايات المتحدة، وتوفي بنفس المكان في 30 أبريل 1958. نشط حزبياً في الحزب الجمهوري.

## مناصب
- انتخب نائب حاكم ماساتشوستس [الإنجليزية]‏ (6 يناير 1921 – 8 يناير 1925).
- انتخب حاكم ماساتشوستس [الإنجليزية]‏ (8 يناير 1925 – 3 يناير 1929).
- انتخب عضو مجلس نواب ماساتشوستس ‏.
- انتخب عضو مجلس النواب الأمريكي [الإنجليزية]‏.